# Isola Južnyj
L'isola Južnyj (in russo Ю́жный о́стров?, ossia "isola meridionale") è la minore delle due isole principali che compongono l'arcipelago di Novaja Zemlja, nel nord della Russia.
Amministrativamente appartiene al circondario urbano (gorodskoj okrug) di Novaja Zemlja, uno degli 8 nella oblast' di Arcangelo, nel Circondario federale nordoccidentale. Beluš'ja Guba è la città più popolata e importante dell'isola e centro amministrativo di tutto l'arcipelago.

## Geografia
Južnyj è situata circa 130 km a nord-ovest della terraferma, 50 km a nord-ovest dell'isola Vajgač e pochi chilometri a sud dell'isola Severnyj. Da quest'ultima è separata dallo stretto di Matočkin, mentre lo stretto di Kara (пролив Карские Ворота, proliv Karskie Vorota) la divide da Vajgač e dalla terraferma. Ad ovest-sud-ovest, lo stretto Kostin Šar (пролив Костин Шар) la separa dall'isola Meždušarskij, la più grande tra le isole adiacenti. È bagnata dal mare di Kara a est e dal mare di Barents a ovest.
L'isola si estende da nord a sud, leggermente curva verso ovest; ha una lunghezza di circa 280 km e una larghezza di circa 135 km, per un'area complessiva di 33.275 km² che la rende la 41ª isola più grande del mondo.
I punti estremi sono capo Artjuchov (мыс Артюхова) a sud (70°32′32.676″N 57°19′19.63″E), capo Menšikov (мыс Меншикова) a est (70°42′26.82″N 57°36′55.26″E), capo Moržov (мыс Моржов) a nord (73°25′24.42″N 54°55′29.06″E) e il tratto centrale della costa della Terra delle Oche, dove sfocia il Krest-Acha (река Крест-Аха), a ovest (71°50′10.57″N 51°26′10.46″E).

### Orografia

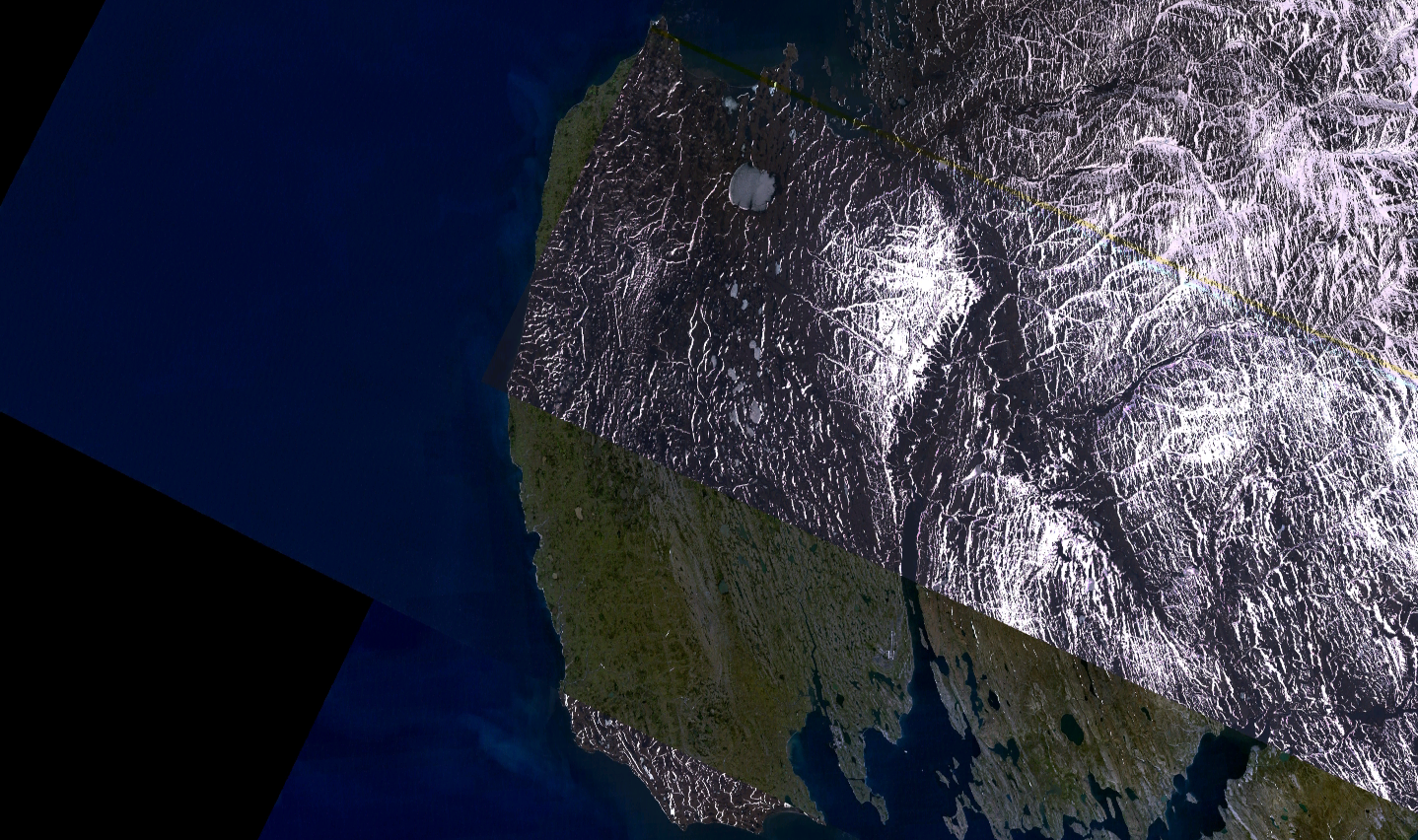
La grande Terra delle Oche (Гусиная Земля), nell'ovest di Južnyj.

Južnyj, così come Severnyj e le isole adiacenti, non è altro che un prolungamento del sistema dei monti Urali. L'altezza massima viene raggiunta sul monte Pervousmotrennaja (гора Первоусмотренная, gora Pervousmotrennaja) con i suoi 1291 m s.l.m. nella parte centro-settentrionale. Questa zona è costituita da rilevi che superano gli 800–1100 m, i quali digradano verso le coste. Più a sud invece l'isola diventa collinare, con altezze che si aggirano in media sui 200 m.
Geologicamente le montagne sono costituite da rocce ignee e materiali sedimentari, compresi calcari e ardesie. Tra le varie catene montuose spiccano i monti di Moiseev (горы Моисеева, gory Moiseeva), lungo la costa nord, che raggiungono i 1050 m; poco più a est, proprio all'estremità settentrionale, i monti di Lazarev (горы Лазарева, gory Lazareva), 989 m d'elevazione massima, sui quali si sviluppa il ghiacciaio Vasnecov (ледник Васнецова, lednik Vasnecova); e a nord-ovest, sulla penisola chiamata Terra di Pan'kov (полуостров Панькова Земля, poluostrov Pan'kova Zemlja), i monti Snežnyv (горы Снежныв), 643 m d'altezza.
Lungo la costa centro-occidentale si trovano anche l'altopiano Bratvino (плоскогорье Братвино, ploskogor'e Bratvino), che ha un'altezza media di circa 200 m, e più a sud, nella penisola Gusinaja Zemlja (полуостров Гусиная Земля, "terra delle oche") si trova la catena collinare Jalmachoj (хребет Ялмахой, chrebet Jalmachoj) che arriva al massimo a 174 m. I rilevi dominanti sono comunque concentrati nella parte centro-settentrionale e su essi si sviluppano numerosi ghiacciai, tra cui il Lenin (ледник Ленина, lednik Lenina) e il Penka (ледник Пенка, lednik Penka).

### Idrografia

#### Coste
L'isola è caratterizzata da una costa frastagliata sia a ovest che a sud, con golfi ampi e fiordi stretti e profondi, mentre a nord e a est ha un andamento più lineare (escludendo il nord-est e l'estremo sud-est) con baie decisamente più piccole, spesso associate alle foci di fiumi. Le principali sono di seguito elencate in senso antiorario.

A nord-ovest:
- la baia Otkrytaja (бухта Открытая, buchta Otkrytaja), poco a sud-ovest dell'ingresso occidentale dello stretto di Matočkin, come dice il nome è un'insenatura aperta, di 7  km[3] di larghezza.
- il golfo Grobovaja (губа Грибовая, guba Gribovaja), più a sud del precedente, è invece costellato di piccole isole e scogli, e una forma larga allo sbocco e stretta all'interno. Nel suo punto più ampio, tra capo Ivanov (мыс Иванова, mys Ivanova) e l'isola Golec, è largo poco meno di 7 km[3]; nel punto più lungo invece misura circa 9,5 km.[3]
- poco più a sud del precedente c'è il golfo Bezymjannaja (губа Безымянная), il quale prende il nome dal fiume omonimo che vi sfocia in un ampio estuario. È lungo 9,5 km[3], o 15[3] se si considera il golfo Kut Zachara (залив Кут Захара), come un suo prolungamento nella sua parte più interna.

Ad ovest:

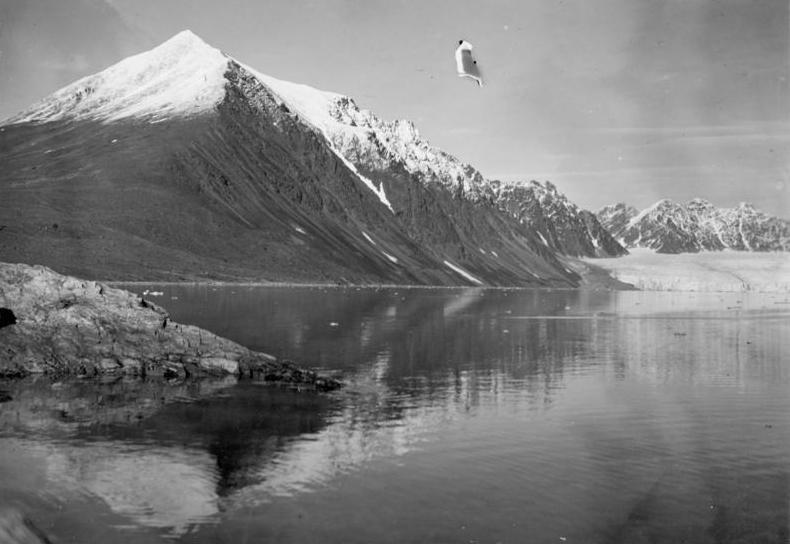
Parte del golfo di Möller, fotografata dalla nave a vapore Münich nel 1925.

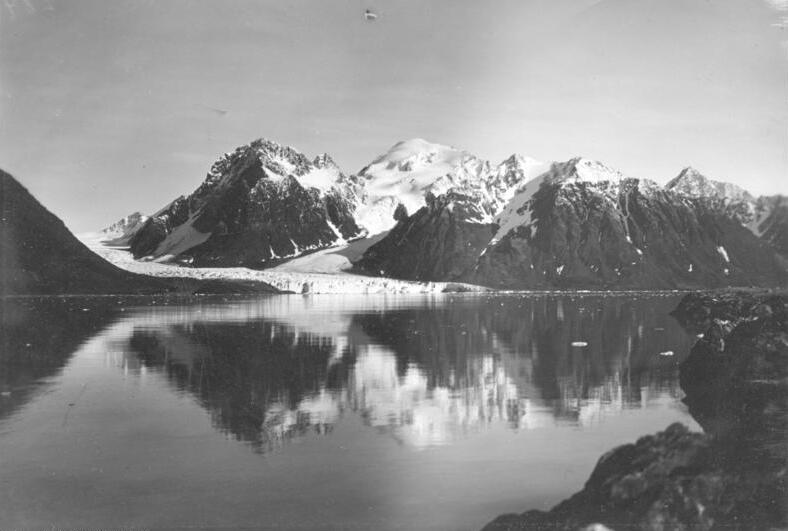
Altra parte del golfo di Möller, sempre ripresa dalla nave Münich nel 1925.

- il golfo di Möller (залив Моллера, zaliv Mollera), che si sviluppa per oltre 55 km,[3] è compreso tra la Terra delle Oche a sud e la penisola su cui si trova l'altopiano Bratvino a nord. Al suo interno la costa è ulteriormente frastagliata, tanto da creare altre grandi insenature:
  - A nord, il golfo Puchovyj (залив Пуховый) è un lungo e stretto estuario creato dal fiume Puchovaja.
  - Poco più a sud e quasi paralleli a Puchovyj, il golfo Bol'šaja Karmakul'skaja (губа Большая Кармакульская) e il golfo Malaja Karelka (губа Малая Карелка) sono due insenature strette e lunghe connesse tra loro, che costituiscono l'estuario della Karelka.
  - Ancora più a sud, il golfo di Chramcov (губа Храмцова, guba Chramcova), a differenza dei precedenti, è largo ed è compreso tra capo Korel'skij e l'omonima penisola di Chramcov.
  - Infine, nella parte inferiore del golfo di Moller, si trovano il golfo di Litke (губа Литке) e il golfo Obsed'ja (губа Обседья), entrambe della stessa natura del golfo di Chramcov, ma la prima presenta delle acque senza ostacoli, mentre la seconda è punteggiata di numerose isole senza nome.
- Allo sbocco settentrionale dello stretto Kostin Šar si trovano invece il golfo di Rogačëvo (залив Рогачëва) e la baia Beluš'ja (губа Белушья), che dà il nome alla cittadina quasi omonima. Le due insenature sono adiacenti e si sviluppano parallelamente; entrambe si aprono verso sud e man mano che ci si inoltra al loro interno, si restringono fino alle foci dei due fiumi che si gettano in esse. La prima è lunga più di 25 km,[3] la seconda non supera i 10 km.[3]
- Nella parte orientale del medesimo stretto, si aprono invece altri due vasti fiordi: il golfo Tajnaja (губа Тайная) a nord-est, lungo circa 20 km,[3] e il golfo Propaščaja (губа Пропащая) a sud-est lungo poco più di 21 km.[3] Entrambi si articolano in numerose insenature minori, create dalle isole e penisole che si affacciano sulle loro acque.
- Il golfo Bašmačnaja (губа Башмачная) è una vasta insenatura nella parte inferiore dello stretto Kostin Šar, con una rientranza stretta e lunga a sud, per un totale di circa 25 km[3] di lunghezza.

A sud:
- Altro vasto golfo è quello di Sachanich (губа Саханиха). Largo da ovest a est oltre 32 km,[3] verso nord si divide in 4 grandi insenature lunghe e strette, e altre piccole baie minori, così da raggiungere nella sua parte centrale, ovvero il golfo di Cywolka (залив Цивольки, zaliv Civol'ki), i 20 km[3] di lunghezza.
- A est del Sachanich c'è un vasto complesso di isole, stretti e insenature che formano l'arcipelago di Petuchov. Dove le isole sono più distanziate, si viene a creare il golfo di Pachtusov (залив Пахтусова), che collega il mare aperto al più grande golfo di Rejneke (залив Рейнеке) lungo circa 17 km.[3] Quest'ultimo, nella parte più interna, si ramifica a sua volta in 4 baie.
- A nord-est del Rejneke si trova il golfo di Loginov (губа Логинова), una rientranza della costa lunga più di 27 km,[3] stretta, su cui si affacciano diversi promontori, all'estremo sud-est di Južnyj.

A nord-est:
- 5 lunghe insenature che originano da altrettanti estuari, si trovano nel nord-est di Južnyj e sono disposte parallelamente, creando così lunghe penisole. Le tre più grandi sono le più settentrionali, e sono il golfo della Klokova (залив Клокова) di oltre 20 km[3] di lunghezza, il golfo di Brandt (залив Брандта) di circa 13 km,[3] e il golfo di Schubert (залив Шуберта) di quasi 15 km.[3] Più a sud si trovano il golfo di Stepovoj (залив Степового) di circa 11 km,[3] e un altro golfo di Litke (залив Литке) di 12 km.[3]

#### Fiumi
I corsi d'acqua maggiori scorrono su Južnyj in senso latitudinale, da est a ovest o viceversa, spesso alternati, tagliando profondamente l'isola e creando insenature e penisole nello sfociare in ampi estuari. Quelli di maggior portata nascono soprattutto dai rilievi centro-settentrionali, altri nascono anche dalle colline meridionali, dai laghi o da zone paludose. Partendo da nord, i principali sono:
- la Bezymjannaja (река Безымянная) è uno dei più lunghi e più ampi, nasce dai versanti sud-orientali del ghiacciaio Lenin, scorre da est a ovest in un letto costellato di isolette, e riceve molti affluenti tra i quali la lunga Malaja Bezymjannaja (река Малая Безымянная), fino a buttarsi nel golfo omonimo.
- la Latvajacha (река Латваяха) nasce dalle pendici di un'altura omonima, scorre verso est e riceve le acque della Čërnaja (река Чёрная) poco prima di buttarsi nella baia di Anufriev (бухта Ануфриева), la parte interna del golfo di Schubert.
- la Puchovaja (река Пуховая) è un altro fiume tra i più lunghi e ampi. Nasce dal lago Čajka e scorre verso ovest in un letto punteggiato di isolette. Prima di sfociare nel golfo omonimo, si allarga e si restringe per due volte, formando prima il lago Malyj Puchovoe (озеро Малый Пуховое) e poi il lago Bol'šoj Puchovoe (озеро Большой Пуховое).
- la Karelka (река Карелка) nasce a sud della Puchovaja, ad un'altitudine di 406 m, scorre verso nord-ovest in un letto ampio, dopo aver ricevuto il Petrovi (река Петрови), con molte isolette nella sezione finale, e sfocia nel golfo Malaja Karelka.
- la Krasnaja (река Красная) scorre verso est, nasce più nord della Karelka, a 320 m di quota, ma sfocia più a sud, nel golfo di Litke.
- la Domašnjaja (река Домашняя), il Vadega 2 (река Вадега 2-я) e il Vadega 1 (река Вадега 1-я) sono tre fiumi ad andamento quasi parallelo che scorrono verso ovest, sfociando rispettivamente nel golfo omonimo (губа Домашняя), nel golfo Dolgaj (губа Долгай) e nel golfo Obsed'ja.
- l'Abrosimova (река Абросимова) scorre verso est. Alla sorgente descrive un ampio arco in senso orario per superare alcuni rilievi, poi punta verso sud-est e va a sfociare nel golfo omonimo (залив Абросимова).
- la Savina (река Савина) con le sue numerose diramazioni è tra i più lunghi a sfociare a est, nasce poco più a sud del centro dell'isola, scorre verso sud-est ricevendo numerosi affluenti e sfocia in un piccolo estuario.
- la Sachanina (река Саханина), che si divide nel ramo principale che nasce dal lago Krest-To e nel ramo chiamato Sachanin-Tarka che nasce più a nord, è uno dei fiumi che scorre in direzione sud fino a sfociare nel golfo di Cywolka.

Altri fiumi di una certa importanza sono la Šumilucha (река Шумилуха) e la Čirakina (река Чиракина) che sfociano a nord, la Klokova (река Клокова) e l'Esipova (река Есипова) a nord-est, lo Stepovoj (река Степового) e la Listvenničnaja (река Лиственничная) a est, la Kolodkina (река Колодкина) e la Kumža (река Кумжа) a sud-est, la Rogačëva (река Рогачёва) e lo Junko (река Юнко) nel sud della Terra delle Oche, la Severnaja Tajnaja (река Северная Тайная), la Južnaja Tajnaja (река Южная Тайная), il Bol'šoj Junau (река Большой Юнау) e il Malyj Junau (река Малый Юнау) a ovest.

#### Laghi
Južnyj è punteggiata di piccoli laghi nel sud e nelle zone costiere centro-meridionali. I maggiori raggruppamenti si hanno nel sud-ovest, nel sud-est e a ovest nella Terra delle Oche. Alcuni sono presenti anche nelle zone montuose del centro-nord, nei pressi dei ghiacciai o nelle valli; buona parte di questi danno origine a corsi d'acqua.
Grandi laghi sono i già citati Bol'šoj e Malyj Puchovoe nel tratto finale della Puchovaja e il Krest-To (озеро Крест-То), sorgente della Sachanina, che ha un gruppo di piccole isole senza nome al suo interno; il maggiore è comunque il complesso formato dal Nechvatova 1 (озеро Нехватова 1-е) e Nechvatova 2 (озеро Нехватова 2-е), due laghi adiacenti e collegati da un breve stretto, che nella loro interezza superano i 22,5 km di lunghezza. Il Gusinoe (озеро Гусиное) è un lago circolare di medie dimensioni, un po' schiacciato latitudinalmente, situato nella parte settentrionale della Terra delle Oche, con una lunghezza massima di oltre 5,2 km e una larghezza di circa 4 km. Altri laghi importanti sono il Tundrovoe (озеро Тундровое), il Krupnoe (озеро Крупное) e il Dolgoe (озеро Долгое) a sud-est del Krest-To, circondati da moltissimi laghetti e zone paludose; i laghi di Burmikin (озёра Бурмикина), un gruppo con 4 laghi principali e molti altri minori, all'estremo sud est; il Pomorskoe (озеро Поморское), il Tajnoe (озеро Тайное) e il lago di Suess (озеро Зюсса) nella terra a est del golfo di Rogačëvo; il Nevzorovskoe (озеро Невзоровское), isolato, è situato poco a sud della foce della Karelka; il Promislovoe (озеро Промысловое), isolato anch'esso, si trova a nord della foce della Bezymjannaja; lo Jaščik (озеро Ящик), da cui nasce il ramo secondario della Malaja Bezymjannaja; infine nel nord sono presenti il Nalivnoe (озеро Наливное) e vari laghi senza nome di medie dimensioni (da uno di questi nasce la Klokova), situati nei pressi di ghiacciai e alimentati da essi.

### Clima

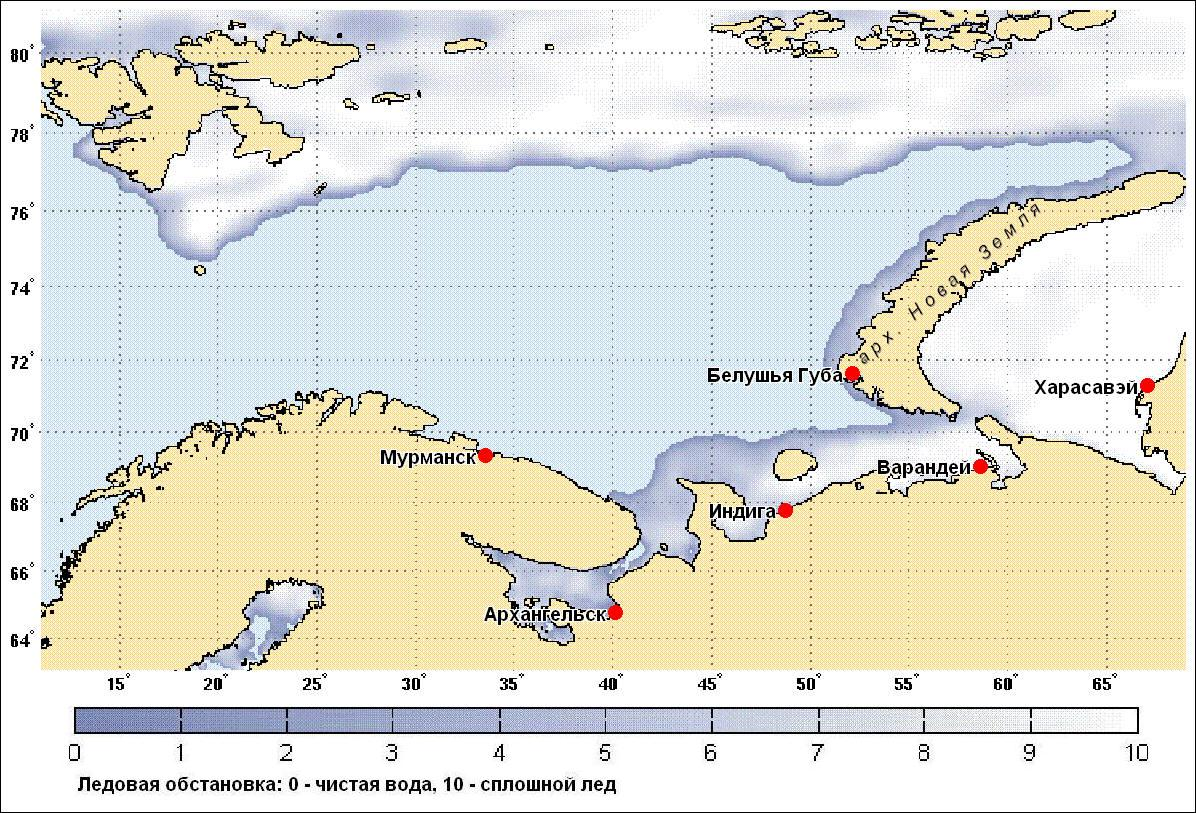
Condizioni del ghiaccio nel mare di Barents, nel gennaio 2009.

La parte settentrionale dell'isola giace in quella fascia chiamata "deserto artico", anche se solo una piccola parte di Južnyj è permanentemente coperta dal ghiaccio. Nebbie, forti venti catabatici (40–50 m/s) e tormente di neve sono una presenza costante, tanto che l'intero arcipelago viene spesso chiamato "Terra dei Venti". Il clima è severo per gran parte dell'anno con temperature che d'estate si aggirano in media attorno ai 6,5 °C. La temperatura in agosto può anche raggiungere i 18 °C nel sud, nei pressi delle zone umide, a causa del sole che riscalda gli specchi d'acqua. Dalla costa sul mare di Kara a quella sul mare di Barents c'è una differenza di temperatura di 5 °C, dovuta all'assimmetria del regime dei ghiacci nei due mari.

### Flora e fauna

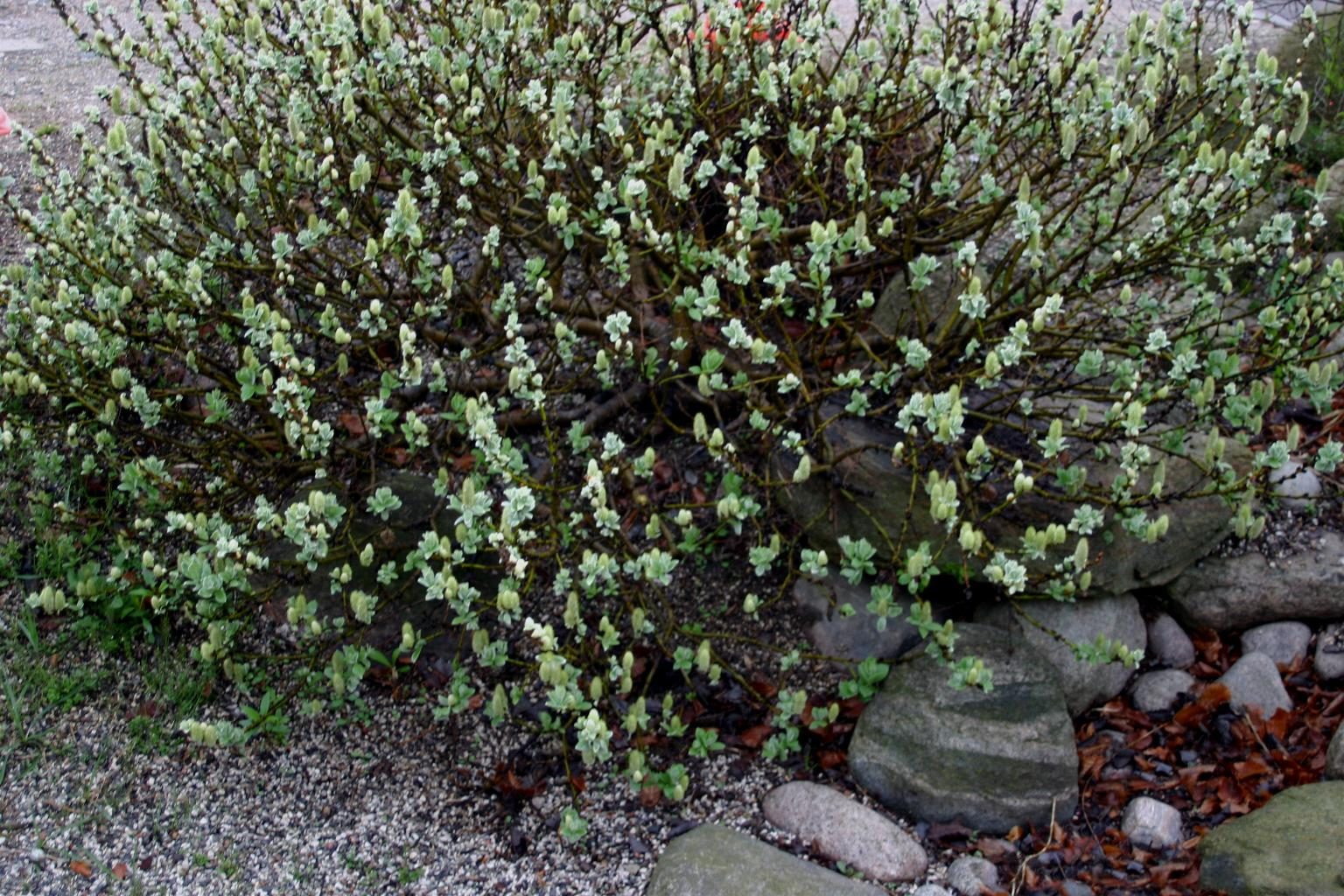
Cespuglio di Salix lanata.

Sull'isola Južnyj cresce principalmente una bassa vegetazione tipica della tundra, come muschi e licheni del genere Cladonia non più alti di 3–4 cm. Caratteristici di questa zona sono il salice polare e la Saxifraga oppositifolia. L'unica pianta a raggiungere i 20 cm d'altezza è Salix lanata. Nel sud vivono anche betulle nane ed erbe basse, e nelle vicinanze dei fiumi, dei laghi o delle baie crescono funghi di vari generi, come Lactarius e Armillaria.
L'isola è nota per la sua numerosa popolazione di uccelli marini (soprattutto gabbiani, pulcinella di mare e urie) che formano grandi colonie lungo le coste; nell'interno si incontrano anche pernici bianche nordiche, anatre, oche e cigni. Tra i mammiferi terrestri sono presenti lemming, volpi artiche, renne e più raramente orsi polari, tra quelli marini foche della Groenlandia, foche dagli anelli, foche barbate, trichechi e balene. Nel lago Gusinoe ci sono pesci d'acqua dolce, soprattutto salmerini alpini.

## Storia

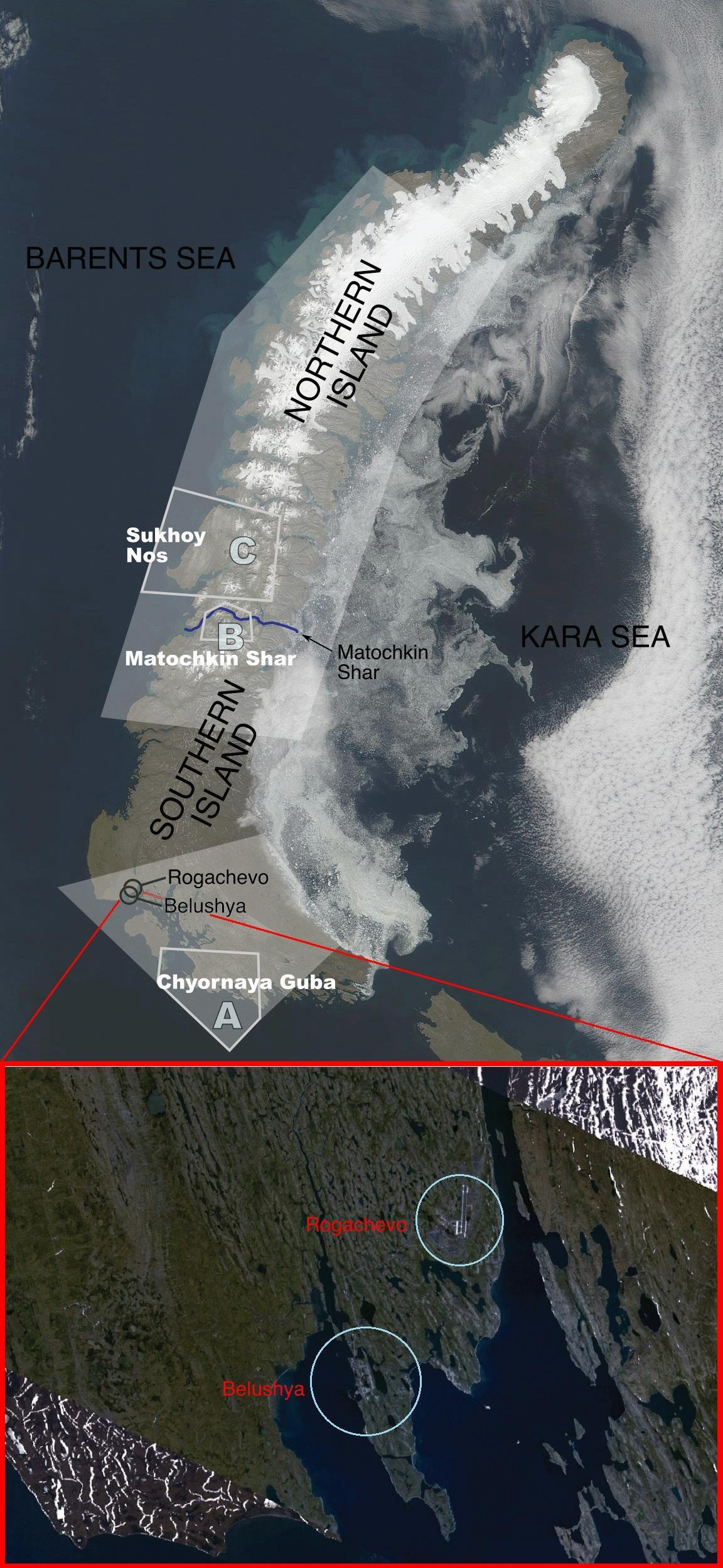
Siti dei test nucleari su Novaja Zemlja. Con la A è evidenziato quello del 1955 nella baia Čërnaja.

Come il resto dell'arcipelago, Južnyj è conosciuta fin dai tempi medievali. Abitata anticamente da tribù sconosciute, (probabilmente della cultura Komsa o Fosna), nell'XI-XII secolo si aprì ai mercanti di Velikij Novgorod. Il primo europeo a visitare la zona fu l'inglese Hugh Willoughby nel 1553. L'isola è stata poi esplorata da Fëdor Rozmyslov nel 1768—1769. I Nenci iniziarono a insediarsi su Južnyj nel XIX secolo; nel 1869 si è registrato un aumento di popolazione. Al 1877 risale il primo centro abitato permanente di Malye Karmakuly, che negli anni ottanta dello stesso secolo era già una modesta colonia.
Una spedizione del 1911 trovò sull'isola i resti di una cittadina industriale sconosciuta e mai segnata sulle mappe. Si trovava sul Čërnyj Nos (Чёрный Нос), in una piccola baia senza nome. Gli esploratori trovarono solo le ossa degli abitanti. In una zona trovarono croci piantate nel terreno che fecero pensare si trattasse di un cimitero, anche se le traverse erano ridotte in polvere e i nomi erano ormai cancellati. In tutto furono trovati 13 corpi.
L'isola venne fatta evacuare negli anni cinquanta per consentire i test nucleari a Novaja Zemlja.

## Isole adiacenti
Elenco delle isole adiacenti a Južnyj a partire da nord-ovest in senso antiorario:
- Scoglio Čërnyj (Чёрный Камень, "scoglio nero"), all'ingresso occidentale dello stretto di Matočkin (73°17′14.02″N 54°15′28.95″E).
- Isola Pan'kov (Остров Паньков), piccola isoletta, alta 14 m[9], vicina alla costa nord-ovest (73°16′58.38″N 53°43′07.25″E).
- Scogli Aban'kiny Kamni (скалы Абанькины Камни), a sud dell'isola Pan'kov[9], tra quest'ultima e la costa di Južnyj (73°16′41.32″N 53°43′23.32″E).

Nel golfo Gribovaja (губа Грибовая):
- Isola Golec (Остров Голец, "isola brulla"), isola di forma allungata (circa 2,8 km[3]) con un'altezza di 24 m[9]; si trova all'imboccatura del golfo Gribovaja, a nord (73°03′41.2″N 53°06′48.25″E).
- Isola di Šestakov (Остров Шестакова), piccola isola al centro del golfo (73°01′20.61″N 53°14′35.45″E).
- Isola Vesëlyj (Остров Весёлого, "isola allegra"), a est dell'isola di Šestakov, vicino alla costa orientale del golfo (73°00′57.51″N 53°18′25.33″E).
- Isola di Golicin (Остров Голицина), a sud-ovest dell'isola di Šestakov, vicino alla costa meridionale del golfo (73°00′32.23″N 53°12′07.13″E).

Nel golfo di Moller (залив Моллера):
- Isola Puchovyj, golfo di Moller (Остров Пуховый, залив Моллера), isola dalla forma allungata (2,3 km[3], direzione nord-sud), ha un'altezza di 43 m[10]; si trova nell'estrema parte nord del golfo di Moller (72°37′32.1″N 52°39′21.95″E).
- Isola Ploskij, golfo Bol'šaja Karmakul'skaja (Остров Плоский, губа Большая Кармакульская; "isola piatta"), l'isola, lunga circa 1,7 km e larga 1,2 km[3], ha un'altezza di 49 m[10]; si trova al centro del golfo Bol'šaja Karmakul'skaja, nella parte settentrionale del golfo di Moller (72°32′16.88″N 52°52′32.97″E).
- Isola Otreznoj (Остров Отрезной, "isola separata, tagliata") piccola isola a nord dell'isola Ploskij, nel golfo Bol'šaja Karmakul'skaja (72°32′55.44″N 52°53′37.24″E).
- Isole Melkie (Острова Мелкие, "isole piccine"), 6 piccole isolette all'imboccatura del golfo Bol'šaja Karmakul'skaja (72°30′18.09″N 52°44′33.41″E).
- Isola di Poluėktov (Остров Полуэктова), si trova vicino alla costa del promontorio omonimo (72°27′34.4″N 52°41′20.6″E).
- Isola Bazarnyj (Остров Базарный, "isola del mercato"), piccola isoletta a nord dell'isola Karmakul'skij (72°24′50.3″N 52°40′55.88″E).
- Isola Karmakul'skij (Остров Кармакульский), (72°23′19.86″N 52°39′39.25″E), isola dalla forma irregolare con diversi promontori e insenature, lunga circa 4,1 km e larga 2,3 km[3]; la parte meridionale, la più alta, raggiunge i 32 m[10]; sull'isola ci sono alcuni piccoli laghi. Si trova nella parte centrale del golfo di Moller, in un golfo dove sfocia il fiume Domašnjaja (Домашняя).
- Isola Belužij (Остров Белужий, "isola dello storione"), situata a est di Karmakul'skij, tra quest'ultima e la costa di Južnyj (72°23′10.14″N 52°42′49.59″E).
- Isola Bližnij, Oblast' di Arcangelo (Остров Ближний, Архангельская область; "isola vicina"), situata a sud-est di Karmakul'skij, tra quest'ultima e la costa di Južnyj (72°22′05.03″N 52°41′32.96″E).
- Isola Dal'nij, mare di Barents (Остров Дальний, Баренцево море; "isola lontana"); si trova a sud di Karmakul'skij, tra quest'ultima e la penisola di Chramcov (полуостров Храмцова), 72°21′38.07″N 52°39′08.36″E.
- Isola di Chramcov (Остров Храмцова), lunga circa 4,2 km e larga 1,6 km[3], è un'isola dalla forma irregolare con due bracci di terra che si allungano verso nord e verso sud, quello settentrionale raggiunge i 15 m di altezza[10]; sull'isola ci sono alcuni piccoli laghi. L'isola si trova ad ovest della penisola omonima (72°20′23.12″N 52°33′28.47″E).
- Isola di Nikol'skij (Остров Никольского), piccola isola con un'altezza massima di 19 m[10], 72°13′53.52″N 52°27′15.21″E.
- Scogli Tolkuncy (Камни Толкунцы), si trovano a nord dell'isola di Rudakov.
- Isola di Rudakov (Остров Рудакова), di forma allungata, lunga circa 2,8 km e larga 700 m[3], è alta 40 m[10] e ha alcuni piccoli laghi; si trova nella parte meridionale del golfo di Moller ed è circondata, a est e a sud, da molte isolette senza nome (72°10′07.58″N 52°23′57.45″E).
- Isola di Žongolovič (Остров Жонголовича), situata nella parte meridionale del golfo di Moller, all'ingresso del golfo Obsed'ja (губа Обседья) dove si trovano molte isolette senza nome (72°06′39.85″N 52°18′45.99″E). L'isola ha un'altezza di 25 m[10].

Nello stretto Kostin Šar (пролив Костин Шар):
- Isola Podrezov (Остров Подрезов, "isola tagliata"), piccola isoletta situata all'ingresso settentrionale dello stretto (71°26′09.33″N 51°58′10.03″E).
- Isola di Leman (Остров Лемана), piccola isoletta di forma rotonda; si trova nel golfo di Rogačëvo (залив Рогачёва), a est di Beluš'ja Guba (Белушья Губа), 71°31′28.11″N 52°30′55.21″E.
- Isola Belyj, Oblast' di Arcangelo (Остров Белый, Архангельская область; "isola bianca"), a sud-est dell'isola di Leman, tra quest'ultima e l'isola di Sytin (71°30′34.03″N 52°33′32.17″E).
- Isola di Sytin (Остров Сытина), isola di forma allungata situata nel golfo di Rogačëvo (71°30′06.98″N 52°36′51.16″E); sull'isola vi sono 2 laghetti.
- Isola di Gel'mersen o Helmersen (Остров Гельмерсена), di forma irregolare con un'altezza di 15 m[11]; situata a nord-est dell'isola di Sytin, si trova tra quest'ultima e la costa di Južnyj (71°30′50.69″N 52°39′03.41″E). Sulla mappa risulta unita all'isola di Konjušnikov da una sottile striscia di terra.
- Isola di Konjušnikov (Остров Конюшникова), dalla forma allungata (sulla mappa risulta unita all'isola di Gel'mersen[11]), si trova tra l'isola di Sytin la costa di Južnyj (71°30′03.84″N 52°38′52.29″E).
- Isola Meždušarskij (Остров Междушарский)
- Isola di Šipunov (Остров Шипунова), nella baia Tajnaja (губа Тайная) 71°25′59.89″N 53°13′23.76″E; isola di forma allungata, misura circa 3,9 km di lunghezza[3], con un'altezza di 58 m[11]; nella parte centrale ci sono 2 piccoli laghi.
- Isola Tajnyj (Остров Тайный, "isola segreta"), lunga circa 4 km[3], con un'altezza di 52 m[11]; si trova tra le isole Bezymjannyj (a sud-ovest) e Tertyre (a est), 71°23′15.98″N 52°05′09.38″E.
- Isola Bezymjannyj, stretto Kostin Šar (остров Безымянный, Костин Шар; "isola senza nome"), di forma allungata, con una lingua di terra che si allunga verso sud, misura circa 4 km di lunghezza e ha un'altezza di 53 m[11]; è situata a sud-ovest di Tajnyj e a nord-est dell'isola Meždušarskij (71°22′28.63″N 53°01′26.9″E).
- Isola Tertyre (Остров Тертыре), situata a est di Tajnyj (71°22′31.78″N 53°13′58.37″E), di forma allungata, costituisce una naturale barriera d'ingresso alla baia Tajnaja. Ha una lunghezza di circa 7,7 km, una larghezza di 2 km[3] e un'altezza di 155 m[11].
- Isola Sobačij (Остров Собачий, "isola canina"), si trova a sud di Tertyre (71°19′07.81″N 53°16′11.85″E), lo stretto Uzkij (пролив Узкий) la separa da quest'ultima e dalla costa di Južnyj, mentre lo stretto Širokij (пролив Широкий) la separa, ad ovest, dall'isola di Glotov. L'isola è lunga circa 12 km e larga 2,6 km[3]. La parte settentrionale è divisa in due bracci da uno stretto fiordo, il braccio orientale ha un'altezza di 36 m[11], ma il punto più alto, 54 m[11], si trova nella parte meridionale dell'isola. Sono presenti diversi piccoli laghi e corsi d'acqua.
- Isole Bratany (Ostrova Братаны), 2 piccole isolette rotonde affiancate, tra Meždušarskij e Južnyj, e a nord dell'isola Pleš' (71°19′51.34″N 53°05′14.32″E).
- Isola Pleš' (Остров Плешь, "isola calva"), piccola isola tra Meždušarskij e Južnyj, e a nord dell'isola Dvojnoj (71°19′51.34″N 53°05′14.32″E); ha un'altezza di 30 m[12].
- Isola Dvojnoj, mare di Barents (Остров Двойной, Баренцево море; "isola doppia"), tra Meždušarskij e l'isola di Glotov (71°16′58.63″N 53°07′50.05″E); ha una forma allungata (circa 3,2 km di lunghezza[3]) con un'insenatura sul lato orientale, ha un'altezza di 18 m[12]. Sull'isola ci sono 2 piccoli laghi.
- Isola di Glotov (Остров Глотова), si trova tra Dvojnoj e Sobačij, separata da quest'ultima dallo stretto Širokij (71°17′22.43″N 53°12′41.74″E). Sull'isola ci sono dei piccoli laghetti e un ampio lago al centro; l'isola è lunga circa 4,5 km e larga 1,6 km[3]; ha un'altezza di 33 m[12].
- Isola Uzkij (Остров Узкий, "isola stretta"), piccola isola a sud dell'isola di Glotov (71°15′26.56″N 53°13′16.34″E).
- Isola di Timofeev (Остров Тимофеева), isola dalla forma allungata, misura circa 5,6 km di lunghezza[3], con un'altezza di 38 m[12]. Si trova a sud di Sobačij, tra Meždušarskij e la costa di Južnyj (71°13′20.95″N 53°24′06.46″E).
- Isole di Bogdanova (Острова Богдановы), 2 piccole isole a sud dell'isola di Timofeev (71°13′20.95″N 53°24′06.46″E), quella occidentale è allungata e ha un'altezza di 16 m[12], quella orientale è rotondeggiante.
- Isola Pribrežnyj (Остров Прибрежный, "isola costiera"), di forma rotondeggiante, con un'altezza di 24 m[12]; si trova a nord-est dell'isola Kruglyj, vicino alla costa di Južnyj, nella parte settentrionale del golfo Propaščaja (71°10′00.95″N 53°39′30.96″E).
- Isola Kruglyj, mare di Barents (Оstrov Круглый, Баренцево море; "isola rotonda"), si trova quasi a chiudere l'ingresso del golfo Propaščaja (губа Пропащая), 71°06′36.37″N 53°34′39.27″E. Lunga circa 9 km e larga 5[3], ha una forma irregolare, con un ampio golfo a nord-ovest che la rende simile a una "U"; il braccio settentrionale è il punto più alto con i suoi 52 m[12], nella parte meridionale raggiunge i 45 m di altezza. Sull'isola ci sono vari laghi e corsi d'acqua.
- Isola Srednij, golfo di Nerpy (Оstrov Средний, залив Нерпы; "isola mediana"), piccola isola a sud-est di Kruglyj, si trova nel golfo di Nerpy (71°04′18.59″N 53°47′45.34″E). Sull'isola c'è un piccolo lago; a sud-est si trova un'isoletta senza nome.
- Isola Vnutrennij (Остров Внутренний, "isola interna") l'isola si trova nella baia Junau (залив Юнау) in un'ansa formata dalla penisola Visjačij (полуостров Висячий) che si ripiega su sé stessa (71°05′23.51″N 54°00′14.34″E). L'isola è lunga circa 3,3 km[3]; a nord-ovest e a est ci sono due piccole isole senza nome.
- Isole Alebastrovye (Острова Алебастровые, "isole d'alabastro"), 3 isole a sud-ovest dell'isola Kruglyj (71°04′04.15″N 53°25′42.86″E). Il gruppo è formato da un'isola principale di forma irregolare, lunga circa 2,6 km[3] e da 2 piccole isolette a nord-est di quest'ultima.
- Isola di Kazarinov (Остров Казаринова), piccola isoletta rotonda a est delle Alebastrovye (71°03′40.09″N 53°31′04.22″E).
- Isola Žemčug (Остров Жемчуг, "isola perla"), piccola isola a sud-sud-est delle Alebastrovye (71°01′03.47″N 53°30′44.44″E), con un'altezza di 11 m[12].
- Isola Bašmačnyj (Остров Башмачный), è una lunga striscia di terra all'ingresso meridionale dello stretto Kostin Šar (nella mappa appare piuttosto come una penisola[12]), delimita a est il golfo Bašmačnaja e ad ovest il golfo Špilevaja. Ha una lunghezza di circa 5 km[3] e un'altezza di 17 m[12].

- Isole Rakovaja Ludka (Острова Раковая Лудка), 2 piccole isolette al largo della costa sud-occidentale di Južnyj. Si trovano a sud del golfo Rakovaja (71°41′56.56″N 53°55′15.23″E).
- Isola Seleznëv (Остров Селезнёв), piccola isola nel golfo Širočicha (губа Широчиха), a sud del golfo Seleznëva (71°42′39.03″N 54°19′53.44″E).
- Isola Kaltak (Остров Калтак), piccola isoletta nella parte nord-occidentale della baia Černaja (губа Черная), 70°43′56.56″N 54°31′13.22″E.
- Isola Roze (Остров Розе, "isola della rosa"), piccola isola all'ingresso meridionale della baia Černaja (70°38′17.26″N 54°51′24.47″E).

Nel golfo di Sachanich (губа Саханиха):
- Isola Potyč (Остров Потыч), piccola isoletta nella parte occidentale del golfo, a sud del capo omonimo (70°33′23.27″N 55°17′41.55″E).
- Bol'šoj Sachanin (Большой Саханин) e Malyj Sachanin (Малый Саханин), 2 piccole isolette a sud di Potyč e Ploskij.
- Isola Ploskij, golfo di Sachanich (Остров Плоский, Саханиха; "isola piatta"), piccola isola nella parte occidentale del golfo, a sud-est di Potyč (70°32′20.71″N 55°23′49.87″E); ha un'altezza di 11 m[13].
- Isola di Žuravlëv (Остров Журавлёва), isoletta a sud del golfo Sinel'nikova (залив Синельникова) e a nord di Ploskij.
- Isola Camutali (Остров Цамутали), piccola isola nel golfo Sinel'nikova (70°37′55.95″N 55°19′32.79″E), alta 16 m[13].
- Isola di Kolosov (Остров Колосова), di forma allungata, ha un lago nella parte meridionale, è lunga 3,2 km[3] e ha un'altezza di 32 m[13]. Si trova nel golfo di Cywolka (залив Цивольки), 70°38′45.93″N 55°33′57.96″E.
- Isole di Žongolovič (Острова Жонголовича), il gruppo è formato da un'isola maggiore e due piccole isolette a sud-est, si trova nella parte sud del golfo di Cywolka (70°36′14.22″N 55°33′40.66″E).
- Isola di Plechanov (Остров Плеханова), piccola isola nella parte sud del golfo di Cywolka, a est delle isole di Žongolovič e a nord delle Južnye Gorbovy (70°35′38.09″N 55°39′46.51″E).
- Isole Južnye Gorbovy (Острова Южные Горбовы, "isole Gorbovy meridionali"), 5 isole.
- Isole Pograničnye (Острова Пограничные, "isole di confine"), 2 piccole isole a est delle Južnye Gorbovy e a sud-ovest della penisola Kabanij Nos (полуостров Кабаний Нос), 70°33′42.19″N 55°49′07.63″E.
- Isola di Val'nev (Остров Вальнева), lunga circa 10 km, per una larghezza massima di 500 m, si trova nel golfo Moržovaja e si sviluppa per quasi tutta la sua lunghezza, parallela alla penisola Kabanij Nos (70°36′48.69″N 55°57′51.68″E). Divide quindi il golfo Moržovaja in due parti, delimitando la baia Kaban'ja.
- Arcipelago Petuchovskij o Arcipelago di Petuchov (Петуховский архипелаг).
- Isola Pesčanyj, Oblast' di Arcangelo (Остров Песчаный, Архангельская область; "isola sabbiosa"), piccola isoletta a ovest della grande penisola Rusanova (полуостров Русанова), 70°36′21.61″N 56°14′46.4″E.

Nel golfo di Rejneke (залив Рейнеке) e di Pachtusov (залив Пахтусова):
- Isola Gagačij, golfo di Rejneke (Остров Гагачий, залив Рейнеке; "isola dell'edredone"), piccola isola situata nella parte settentrionale del golfo di Rejneke (70°41′25.5″N 56°23′09.44″E).
- Isola di Šatilov (Остров Шатилова), di forma rotondeggiante, con una dimensione massima di circa 700 m, si trova nel golfo di Rejneke (70°41′25.5″N 56°23′09.44″E).
- Isola di Veprev (Остров Вепрева), situata a sud dell'isola di Šatilov, nella parte dove il golfo di Rejneke si restringe (70°38′54.13″N 56°29′25.17″E).
- Isola di Nelidov (Остров Нелидова), situata tra il golfo di Rejneke e quello di Pachtusov, si trova a est della penisola Rusanova (70°36′08.89″N 56°41′01.02″E); è un'isola dalla forma molto irregolare con un'altezza di 40 m[14] nella parte orientale; è lunga circa 4 km e larga 2,7 km[3], nella parte meridionale ci sono alcuni laghetti. L'isola è circondata da molte isolette senza nome.
- Isola di Bogoslovskij (Остров Богословского), a sud dell'isola di Nelidov (70°34′47.98″N 56°40′47.42″E), è lunga circa 2,7 km e larga 750 m[3], sull'isola ci sono 2 piccoli laghi.
- Isole di Demidov (Острова Демидова), 2 isole piccole isolette a sud-est dell'isola di Bogoslovskij, nel golfo di Pachtusov (70°34′20.03″N 56°43′31.81″E).
- Kusova Zemlja o Terra di Kusov (Кусова Земля).

Nello stretto Nikol'skij Šar (пролив Никольский Шар):
- Isola di Žarkov (Остров Жарков), piccola isola di forma allungata vicina alla costa settentrionale della Terra di Kusov (70°35′00.71″N 56°52′28.21″E).
- Isola Oktavina (Остров Октавина), l'isola ha la forma di un "8", si trova a nord-est della Terra di Kusov fra altre isolette senza nome (70°33′43.02″N 57°02′15.3″E).
- Isola Vtoraja Luda[15] (Вторая Луда, "isola seconda luda"), piccola isoletta al centro dello stretto Nikol'skij Šar, a ovest di Srednij (70°32′29.77″N 57°07′13.16″E).
- Isola Srednij, Nikol'skij Šar (Оstrov Средний, Никольский Шар; "isola mediana"), nella parte meridionale dello stretto (70°32′17″N 57°13′22.72″E); l'isola è lunga circa 3,8 km e larga 1,4 km[3], ha un'ampia insenatura a est e alcuni piccoli laghi vicino alla costa sud-occidentale.
- Isola di Artjuchov (Остров Артюхов), piccola isola a nord-est di Srednij (70°32′40.88″N 57°15′38.67″E).
- Isola Pervaja Luda[15] (Первая Луда, "isola prima luda"), piccola isoletta a sud di Srednij (70°31′22.21″N 57°14′03.5″E).
- Isole di Nachimov (Острова Нахимова), 2 piccole isolette a sud di Srednij e Pervaja Luda (70°31′00.37″N 57°15′38.67″E).
- Bol'šoj Loginov (Большой Логинов), lunga circa 6,4 km e larga 1 km, ha una forma irregolare, un'altezza di 24 m[14]; è situata a est di Srednij e dell'ingresso meridionale dello stretto Nikol'skij Šar (70°31′23.04″N 57°22′09.24″E). Nella parte sud-occidentale dell'isola ci sono alcuni piccoli laghi.
- Isole Medvež'i (Острова Медвежьи, "isole dell'orso"), 5 piccole isolette a est dell'estremità orientale di Bol'šoj Loginov (70°30′38.52″N 57°28′27.44″E).
- Malyj Loginov (Малый Логинов), isola di forma allungata, alta 22 m[14]; situata all'ingresso meridionale dello stretto Nikol'skij Šar (70°29′21.78″N 57°18′09.46″E) e a sud di Bol'šoj Loginov.

Nel golfo Loginova (губа Логинова):
- Isole di Brown (Острова Броуна), 3 piccole isolette nella parte centrale del golfo Loginova (70°37′54.31″N 56°58′05.63″E).
- Isola di Stadol'skij (Остров Стадольского), piccola isola nella parte centrale del golfo, a nord-est della penisola omonima (70°38′02.5″N 57°04′04.06″E).
- Isola Lot-Ryba (Остров Лот-Рыба), piccola isola nella parte orientale del golfo, a nord-ovest dell'isola di Ragozin (70°35′54.52″N 57°14′56.65″E).
- Isola di Ragozin (Остров Рагозина), isola dalla forma irregolare, lunga 1,5 km, con un grande lago a sud e un laghetto a ovest. Si trova nella parte terminale del golfo Loginova (70°35′15.91″N 57°17′44.74″E).
- Isole di Ruchlov (Острова Рухлова), 2 isole allungate poste una a continuazione dell'altra, insieme misurano 2,7 km; si trovano a est dell'isola di Ragozin, all'ingresso del golfo (70°34′31.54″N 57°22′38.9″E).
- Isola Kazobin (Остров Казобин), piccola isola a sud-est dell'ingresso del golfo Loginova e a nord-est di Bol'šoj Loginov (70°32′45.41″N 57°28′44.74″E). Ha due isolotti senza nome vicino all'estremità orientale.
- Isola Luda[15], Oblast' di Arcangelo (Остров Луда, Архангельская область), piccolo isolotto a est di Kazobin.

Lungo la costa orientale:
- Isola Izbnoj (Остров Избной), isola dalla forma irregolare, lunga circa 1,5 km[3]. È situata vicino alla costa di Južnyj, a nord-est dell'ingresso del golfo Loginova (70°35′52.88″N 57°28′02.72″E).
- Isole di Krapivin (Острова Крапивина), 2 isolette a nord di Izbnoj (70°37′16.59″N 57°28′24.97″E).
- Isola di Ežov (Остров Ежова), piccola isoletta vicina alla costa orientale di Južnyj (71°51′47.05″N 55°32′26.5″E), a sud della foce del fiume Abrosimova (река Абросимова).
- Isola di Michrengin (Остров Михренгина) piccola isola vicina alla costa orientale di Južnyj (72°01′33.91″N 55°25′55.94″E); ha un'altezza di 23 m[16].
- Isola di Fëdor (Остров Фёдора), davanti al golfo di Litke (залив Литке), 72°26′30.3″N 55°35′46.73″E, l'isola ha un'altezza di 16 m[16].
- Isola di Aleksandr (Остров Александра), piccola isoletta a ovest dell'isola di Fëdor (72°26′30.3″N 55°33′45.6″E).
- Scogli Tri Brata, Oblast' di Arcangelo (скалы Три Брата, Архангельская область; "scogli tre fratelli"), a nord dell'isola di Fëdor.
- Isola Nakoval'nja (Остров Наковальня, "isola incudine"), piccola isoletta all'ingresso del golfo Stepovogo (залив Степового) e a sud del capo omonimo (72°31′16.4″N 55°37′18.19″E).
- Isole di Kokin (Острова Кокина), 2 isole piccole isolette nel golfo di Knipoviča (залив Книповича), 72°38′17.11″N 55°45′37.52″E.
- Isola di Chabarov (Остров Хабарова), piccola isoletta a sud dell'ingresso al golfo di Brandt (залив Брандта).